# Model lingvistic mare
Modele lingvistice mari (în engleză large language models, abreviat LLM) sunt algoritmi de inteligență artificială antrenați pe cantități masive de date pentru procesarea limbajului natural.